# Фармакофобия
Фармакофо́бия (от греч. φάρμακον — лекарство и φόβος — страх) — навязчивый страх принимать лекарственные средства. Проявляется в страхе приёма любых лекарственных средств, вне зависимости от фармакологического профиля.

## Причины возникновения
- выявленная аллергия на лекарственные средства[2];
- опыт интоксикации лекарствами;
- следование поведению авторитетов, страдающих фармакофобией.

## Аргументы больного при отказе отфармакотерапии
Как и при любой другой фобии, в данном случае страх иррационален и часто никак не аргументируется больным или аргументируется очень слабо. Но среди часто встречающихся «объяснений» доминирует неприязнь к веществам химического происхождения как к инородным в природе, следствием чего является привязанность к лечению всякого рода природными препаратами. Многие из них действительно являются лекарственными средствами, однако их эффективность и терапевтический диапазон во многих случаях ограничены. Также среди фармакофобов популярны суждения о якобы неограниченной способности человеческого организма к самовосстановлению.

## Симптоматика
При обострении фобического страха, которое могут вызывать определённые обстоятельства (например — поход в аптеку), могут наблюдаться психические и физиологические нарушения, такие как общая слабость, головокружение, прилив крови к лицу, повышенное потоотделение, тремор, тошнота. В особо тяжёлых случаях могут возникнуть неадекватное поведение, аритмия, скачки артериального давления и обморок. В случае выявления подобных нарушений необходимо устранить раздражающие факторы, оказать пациенту первую медицинскую помощь и рекомендовать обратиться к врачу.

## Лечение
Лечением фармакофобии должен заниматься квалифицированный психотерапевт. Ввиду невозможности использовать лекарственные средства основными методиками лечения являются когнитивно-поведенческая терапия, различные методики релаксации и систематическая десенсибилизация (или имплозивная терапия). Обычно лечение продолжается 7 — 10 дней.
Фармакофобия потенциально опасна для здоровья, так как это заболевание сопровождается вегетативными нарушениями, которые могут привести к серьёзным соматическим осложнениям.